# Паво Баришич
Паво Баришич (хорв. Pavo Barišić; нар. 9 лютого 1979,  Горня Дубиця біля Оджака) — хорватський філософ, професор Сплітського університету, науковий консультант Інституту філософії в Загребі, міністр науки та освіти в уряді Андрея Пленковича.

## Життєпис
Народився в селі Горня Дубиця, що нині в громаді Оджак Боснії і Герцеговини. В 1978 році закінчив середню школу. 1982 року закінчив юридичний факультет Загребського університету. В 1983 році здобув другу вищу освіту на філософському факультеті Загребського університету за фахом «Філософія і німецька мова та література». 1985 року одержав ступінь магістра, захистивши роботу «Практична філософія у Гегеля» на факультеті політичних наук Загребського університету, де з 1984 по 1986 рік був науковим співробітником. 1989 року захистив докторську дисертацію з філософії на тему «Welt und Ethos. Hegels Stellung zum Untergang des Abendlandes» (Світ і етос. Ставлення Гегеля до занепаду Заходу) в Аугсбурзькому університеті. З 1993 по 2005 рік був головним редактором філософських журналів «Filozofska istraživanja» (філософські дослідження) i «Synthesis philosophica» та упорядником бібліотеки «Filozofska istraživanja». У 2004—2006 роках був помічником міністра науки, освіти і спорту. З 2005 по 2007 роки був Головою Ради Сплітського університету, з 2007 по 2009 був головою Хорватського філософського товариства. У 2012 році обраний професором Сплітського університету. З 2014 року — співробітник наукового проекту «Хорватська філософія і наука в європейському контексті з XII до XX століття». З 2015 року — генеральний секретар Міжнародного Пан'європейського Союзу (з 2003 очолює Хорватський Пан'європейський Союз).